# Sun News Network
Pour les articles homonymes, voir Sun News.
Sun News Network était une chaîne de télévision canadienne anglophone spécialisée de catégorie C d'informations fondée et opérée par Québecor Média à partir d'un partenariat entre le Groupe TVA (51 %) et Sun Media Corporation (49 %),.
La chaîne fut lancée le 18 avril 2011 et se disait ouvertement de "droite", supportant le Parti conservateur du Canada et attaquait souvent la Société Radio-Canada et utilisait ses journaux pour répandre la philosophie conservatrice. Elle a mis fin à ses activités le 13 février 2015.

## Histoire

### CKXT-TV
CKXT-TV était à l'origine une station de télévision locale appelée Toronto One lancée par Craig Media, qui s'est fait acheter par CHUM Limited en 2004, mais a dû s'en départir afin de finaliser la transaction. Québecor Média et sa filiale Sun Media ont fait l'acquisition de la chaîne, qui est devenue Sun TV à l'automne 2005.

### Préparation
En mars 2009, Stephen Harper et Kory Teneycke, qui était alors son directeur des communications, ont une rencontre privée à New York avec les dirigeants de Fox News, Roger Ailes et Rupert Murdoch. Le 28 juillet 2009, Teneycke démissionne de son poste et est engagé un mois plus tard par Sun TV, puis devient vice-président au développement de Québecor Média en juin 2010.
Le 14 juin 2010, Channel Zero a acquis les droits sur presque toutes les émissions américaines diffusées par CKXT pour ses stations CHCH Hamilton et CJNT Montréal ainsi que CHEK Victoria, ce qui débute les spéculations que Québecor Média planifiait de lancer une chaîne d'information en continu, ce qui fut confirmé le lendemain dont la date de lancement était prévue pour le 1er janvier 2011. Québecor Média a déposé une proposition au CRTC afin d'échanger sa licence de CKXT pour une licence de chaîne spécialisée Sun TV News Channel numérique de catégorie 1 pour 3 ans (type de licence qui n'est plus attribué), ce qui leur garantirait d'être distribué partout au Canada. Le CRTC a refusé cette demande inusitée le 15 juillet. Québecor Média a ensuite déposée une nouvelle demande pour une licence de catégorie 2 qui a été acceptée le 26 novembre 2010. Les chaînes spécialisées sportives et d'information sont devenues depuis le 1er septembre 2011 des chaînes de catégorie C, permettant la libre concurrence et les distributeurs ne sont plus obligés de les distribuer. Les spéculations s'attendaient à ce que CKXT cesse ses activités lorsque Sun TV News entrera en ondes, partageant la console principale et le studio.
Une demande de renouvellement de la licence de CKXT a été déposée au début de 2011 afin de continuer les opérations au-delà de son expiration le 31 août 2011, indiquant que Québecor Média a l'intention de garder CKXT en ondes. À la fin du mois de mars 2011, le site web de Sun TV redirigeait vers l'adresse de Sun News Network et il a été confirmé via Twitter que CKXT diffusera la programmation de Sun News Network pour débuter.

### Départ et distribution
Sun News Network est entré en ondes le 18 avril 2011. Le Groupe TVA a commencé à négocier un prix pour le service auprès des distributeurs canadiens. Shaw Cable et Shaw Direct ont accepté, mais devant les protestations de Bell Télé qui refuse de faire payer sa clientèle pour un service distribué gratuitement par antenne (via CKXT), le Groupe TVA leur a donc demandé de retirer la chaîne du satellite de Bell. Puisque les câblodistributeurs sont obligés de distribuer un signal de télévision local, Sun News Network est distribué sur le service de base de Rogers Cable, Cogeco et Bell Fibe TV à Toronto. À moins qu'une entente ait été signée, ces câblodistributeurs devront retirer Sun News lorsque CKXT mettra fin à ses activités.
Le 31 août 2011 à minuit, CKXT a cessé la diffusion en numérique à Ottawa pour raisons administratives. Après avoir été questionné par le CRTC, Québecor a signalé son intention de mettre fin à CKXT-DT pour la fin du mois d'octobre 2011. Bien que les canaux 52 à 69 aient été libérés depuis le passage au numérique le 31 août 2011, CKXT a continué de diffuser en numérique à Toronto au canal 66, puisque les fréquences libérées n'ont pas encore été ré-attribuées, et a cessé de diffuser durant la nuit du 31 octobre 2011. À la suite d'une entente avec Québecor, la chaîne a été ajouté sur Bell Télé le 28 novembre 2011.
En janvier 2013, Sun News présente au CRTC une demande de distribution obligatoire sur les systèmes de distribution par câble et par satellite. Une première audience a lieu le 23 avril 2013.

## Programmation et contenu
La programmation de Sun News est modélisée à partir de la chaîne télévisée francophone, Le Canal Nouvelles (LCN), présentant des programmes et nouvelles durant des heures de grande écoute (6 h à 17 h).

## Margie Gillis
Le 1er juin 2011, lors de l'émission Canada Live, l'animatrice Krista Erickson (en) s'en était prise à l'artiste Margie Gillis sous prétexte que cette dernière vivait aux dépens des subventions gouvernementales. La vidéo a fait le tour des réseaux sociaux et le Conseil canadien des normes de la radiotélévision (CCNR) a reçu un nombre record de plaintes et a publié un avis public afin de demander au public de cesser de leur envoyer des plaintes.

## Vente et fermeture
En octobre 2014, Québecor vend ses actifs anglophones de Sun Media à Postmedia Network, mais conserve la chaîne pour une vente éventuelle. Zoomer Media s'est montré intéressé par l'achat de Sun News Network, mais s'est désisté. La chaîne, ayant perdu des millions en opérations, a mis fin à ses activités le 13 février 2015 à 5 h.